# Teloché
 Teloché  es una población y comuna francesa, situada en la región de Países del Loira, departamento de Sarthe, en el distrito de Le Mans y cantón de Écommoy.

## Demografía
| 1744 | 1793 | 2043 | 2355 | 2521 | 2654 |
| Para los censos de 1962 a 1999 la población legal corresponde a la población sin duplicidades (Fuente: INSEE [Consultar]) |      |      |      |      |      |